# Grunwald (organizacja konspiracyjna)
Grunwald – polska cywilno-wojskowa organizacja konspiracyjna stworzona na bazie dywersji pozafrontowej, działająca od listopada 1939 roku do początku 1941 roku na terenie Pomorza oraz w Warszawie, gdzie mieściła się komenda eksterytorialna. Dokładna liczba członków organizacji jest nieznana. Szacuje się, że Grunwald liczył od 350 do 500 członków.
Organizacja prowadziła działalność cywilno-administracyjną, informacyjno-propagandową, w ramach której wydawano pismo pt. Wolna Polska w nakładzie 50-70 egzemplarzy, rozpoznanie dyslokacji wojsk niemieckich na Pomorzu, ruchu na węzłach kolejowych, przemysłu zbrojeniowego, udzielała pomocy ukrywającym się i aresztowanym, gromadziła broń i prowadziła szkolenie wojskowe swoich członków. Oprócz tego przeprowadzała akcje sabotażowo-dywersyjne, m.in. w fabryce kotłów i maszyn oraz warsztatach kolejowych w Toruniu. Zgodnie ze swoim założeniem, członkowie Grunwaldu mieli rozpocząć walkę zbrojną dopiero w momencie wybuchu antyniemieckiego powstania.

## Powstanie organizacji
Organizację zaczęto tworzyć na początku października 1939 roku, po powrocie z Torunia grupy oficerów, związanych z dywersją pozafrontową. Grunwald powstał na bazie siatki dywersji pozafrontowej Grunwald, powstałej wiosną 1939 roku. Główną rolę w powstaniu Grunwaldu miał mjr rez. Marceli Cerklewicz, ps. „Bończa”, „Paszota”.
Pierwsza narada kierownictwa organizacji miała miejsce 5 listopada 1939 roku w mieszkaniu kolejarza Maksymiliana Kranicha przy ul. Batorego 11 w Toruniu. Ustalono, że Grunwald nie będzie wyłącznie siecią wywiadowczo-dywersyjną, tylko organizacją powstańczą (wojskowo-polityczną), opartą na dwóch pionach: cywilnym i wojskowym. Najważniejszym zadaniem Grunwaldu miało być przygotowanie antyniemieckiego powstania, które miało rozpocząć się w momencie wystąpienia przejawów klęski wojskowej III Rzeszy, po rozpoczęciu działań wojennych na Zachodzie. Powstańcy Grunwaldu mieli odpowiadać za porządek i bezpieczeństwo podczas działań powstańczych oraz ułatwić przejęcie władzy przez administrację polską. Organizacja miała być oparciem ekspozytur Polskiego Rządu na Uchodźstwie.

## Struktura
Kierownictwo Grunwaldu ukształtowało się pod koniec października 1939 roku. Grunwald dzielił się na trzy piony:
- Wydział Wojskowy – kierowany przez mjra Marcelego Cerklewicza. Wydział stał się podstawą organizacyjną pomorskiej Służbie Zwycięstwu Polski. Na czele Wydziału Wojskowego stała komenda główna w składzie[1]:
  - komendant – mjr rez. Marceli Cerklewicz (od przełomu 1939/1940 kierował organizacją z Warszawy, gdzie utworzył zawiązek komendy eksterytorialnej z ppłk. J. Królikowskim, L. Wasilewskim i Eugeniuszem Englerem, kierownikiem komórki legalizacji),
  - zastępca komendanta – ppor. Roman Dalkowski ps. „Dalke”, „Kozak”,
  - szef sztabu – por. Bogdan Gawalski ps. „Bolesław”, chor. E. Sznayder (w Warszawie od grudnia 1939, na pocz. marca 1940 wrócił na Pomorze),
  - szef administracji (organizacyjny) – mjr Leon Klein ps. „Doliński”,
  - szef szkolenia – NN ps. „płk Karol”,
  - zastępca szefa szkolenia – mjr Witold Orłowski ps. „Orzeł”,
  - szef wywiadu – por. Franciszek Włodarczyk,
  - szef sabotażu i dywersji – kpt. Czesław Majewski ps. „Ochota”, „Wincenty”,
  - kwatermistrz – kpt. Leon Dalkowski ps. „Żak”,
  - szef służby sanitarnej – kpt. lek. Marian Żurawski ps. „Moro”,
  - zbrojmistrz – st. sierż. Zygmunt Neumann ps. „Lufa”.
- Wydział Administracyjny – kierowany przez przedwojennego działacza Stronnictwa Pracy, red. Wacława Ciesielskiego ps. „Roman” i jego zastępcę Antoniego Antczaka (również działacza Stronnictwa Pracy)[3]. Początkowo Wydział Administracyjny skupiał się przede wszystkim na zapewnieniu pomocy osobom zagrożonym aresztowaniem, z czasem jej zadaniem stało się kierowanie całokształtem działalności cywilnej. Wacławowi Ciesielskiemu udało się nawiązać współpracę z powstałą w Poznaniu organizacją „Ojczyzna”. Ciesielski uważał, że Grunwald i inne organizacje konspiracyjne muszą nawiązać współpracę, pomimo podziałów politycznych w nich występujących[2];
- Wydział Wywiadu – kierowany przez por. Franciszka Włodarczyka vel Majewskiego ps. „Irena”, „Wojna” (przed wybuchem II wojny światowej Franciszek Włodarczyk wykonywał zadania specjalne na obszarze Wolnego Miasta Gdańska, prowadząc tam działalność wywiadowczą i kontrwywiadowczą)[3]. Wydział ten prowadził wywiad polityczny, wojskowy i kontrwywiad. Początkowo zbierał informacje o działalności niemieckich władz okupacyjnych i osobach kolaborujących z okupantem oraz prowadził działalność kontrwywiadowczą. Z czasem głównym zadaniem Wywiadu był wywiad stricte wojskowy[2].

## Obszar działalności
Grunwald tworzono w oparciu o system trójkowy. Pomorze podzielono na inspektoraty obejmujące trzy lub cztery powiaty. Posiadał strukturę batalionową; dowódcą 1. batalionu był chor. Tomasz Marcinkowski ps. „Abel”, 2. batalionu – chor. Sylwester Brzeziński ps. „Kain”, st. ogn. Franciszek Malinowski ps. „Chwatki”, a 3. batalionu – st. ogn. Marian Król ps. „Kowalski”. Jednostki miały być gotowe do boju do lata 1940 roku. Ze względu na niekorzystne warunki występujące na Pomorzu, w niektórych powiatach nie założono komórek organizacji lub nie wyodrębniano pionu wojskowego i cywilnego. Na początku 1940 roku komórki Grunwaldu istniały w: Bydgoszczy, Chełmnie, Chojnicach, Grudziądzu oraz w Toruniu. Z czasem pojawiły się również komórki w: Brodnicy, Kartuzach, Sępólnie, Świeciu, Tczewie, Tucholi, Wąbrzeźnie i Wyrzysku.

### Grunwald w Toruniu
Najwięcej komórek powołano w Toruniu, gdzie mieściło się również kierownictwo organizacji. Komendantowi Torunia por. Walerianowi Mańkowskiemu ps. „Groźny” podlegało siedem kompanii bojowych, które liczył po kilkudziesięciu członków. Kompaniom wyznaczono orientacyjne tereny działania oraz zorganizowano broń, schowaną w zakonspirowanych magazynach. Kompanie nie prowadziły bieżących akcji bojowych. Miały rozpocząć walkę dopiero podczas powstania. W celach doraźnych por. Mańkowski powołał specjalną grupę dywersyjno-bojową, dowodzoną przez (nieznanego z imienia) Czerwińskiemu. W Toruniu przy ul. Łaziennej 30 w mieszkaniu Romana i Marii Dalkowskich mieściło się miejsce spotkań Tajnej Organizacji Konspiracyjnej „Grunwald”, gdzie po wybuchu II wojny światowej zorganizowano punkt, gdzie dokonywano przerzutów do Generalnego Gubernatorstwa, a następnie do Rumunii. W kamienicy mieściła się również jedna z kwater konspiracyjnych Komendanta Okręgu Pomorskiego Związku Walki Zbrojnej (ZWZ) mjr Józefa Ratajczaka. W Toruniu Grunwald współpracował z Batalionem Śmierci za Wolność.

## Rozpad Grunwaldu
W wyniku niekorzystnych warunków prawdopodobnie na przełomie 1939 i 1940 roku doszło do rozłamu w organizacji. Część struktur znalazło się w ramach Komendy Obrońców Polski (KOP), inne weszły w skład Służby Zwycięstwu Polski. W wyniku trudnych warunków działalności i licznych aresztowań, w grudniu 1939 roku mjr Cerklewicz przeniósł się z Torunia do Warszawy. Wraz z mjr Cerklewiczem Toruń opuściło kilku jego współpracowników (m.in. ppłk Julian Królikowski, Tycner, dr Leon Wasilewski). Od tego momentu komenda organizacji mieściła się w Warszawie, co negatywnie wpłynęło na pracę i łączność z pozostałymi komórkami Grunwaldu. Po aresztowaniach niektórych członków kierownictwa Grunwanldu, mjr Cerklewicz nawiązał kontakt z KOP. W Komendzie Głównej KOP mjr Cerklewicz został szefem wydziału wojskowego. W 1941 roku został aresztowany przez Gestapo i wywieziony do obozu koncentracyjnego Auschwitz-Birkenau, gdzie zmarł jeszcze w tym samym roku.
W grudniu 1939 roku Toruń opuścił również poszukiwany przez Gestapo członek kierownictwa Grunwaldu chor. Edward Scheinder ps. „Czaszka”. W Warszawie nawiązał kontakt z szefem II Oddziału Dowództwa Głównego SZP mjr Wacławem Berką. Według historyka Andrzeja Gąsiorowskiego podczas spotkania chor. Schneidera z mjr Berką doszło do nawiązania kontaktu Grunwaldu z ZWZ.
W kwietniu 1940 w kierownictwie Grunwaldu doszło do rozłamu w związku z oskarżeniami SZP i ZWZ o sanacyjność. W rezultacie część członków przeszła do KOP, większość zasiliła ZWZ, a pozostali samodzielni. Ostateczne rozbicie organizacji nastąpiło podczas masowych aresztowań trwających od 18 listopada 1940 do początku 1941 roku. Niemcy aresztowali kadry Grunwaldu, KOP i ZWZ w Warszawie, Toruniu i Brodnicy (ok. 40 ujętych) oraz innych miastach pomorskich (m.in. w Bydgoszczy, Chełmnie, Świeciu i Tczewie).

## Upamiętnienia
- 5 sierpnia 2005 w Toruniu przy ul. Łaziennej 30 odsłonięto tablicę upamiętniającą zorganizowanie przez Romana i Marię Dalkowskich kwatery konspiracyjnej Związku Walki Zbrojnej „Grunwald – Okręg Pomorze”. Tablicę odsłonięto w rocznicę śmierci Romana Dalkowskiego[6].